# 宋江
宋江（？—？）是中国北宋宣和年间的淮南民變領袖，侯蒙說他「以三十六人，橫行齊魏」，後投降宋朝。
宋江的故事被中国古典四大名著之一的《水滸傳》收录演绎。在小說中，宋江是梁山泊義軍之首，為天罡地煞排名第一位的天魁星。字公明，號“及時雨”。

## 历史上的宋江
与《水浒传》中的一些杜撰出来的虛構人物不同，宋江和武松、關勝、楊志、解寶、張橫及彭玘同樣在北宋历史上确有其人。很多史书、文人笔记里头都记录了关于宋江的一些零星记载。《宋史》上记载宋徽宗宣和三年（1121年），「淮南盗宋江等犯淮阳军，遣将讨捕，又犯京东（今山东），江北，入楚海州界，命知州张叔夜招降之」。《东都事略》提到官員侯蒙曾向皇帝上书建议“宋江寇京东，蒙上书，言宋江以三十六人横行齐魏，官军数万，无敢抗者，不若赦江，使讨方腊以自赎，或足以平东南之乱”。
至於宋江是否曾征討方臘，一直存在争议。有关宋江征討方腊的记载可見於《三朝北盟会编》卷五十二引《中兴姓氏奸邪录》：“宣和二年，方腊反睦州，陷温、台、婺、处、杭、秀等州，东南震动。以（童）贯为江浙宣抚使，领刘延庆、刘光世、辛兴宗、宋江等军二十余万往讨之。”同書卷二一二又引《林泉野记》：“方腊反于睦州，光世别将一军，自饶趋衢、婺，出贼不意，战多捷。腊败走，人青溪洞。光世遣察知其要险，与杨可世遣宋江并进，擒其伪将相，送阙下。”但《中兴姓氏奸邪录》和《林泉野记》等書只能以野史視之，《宋史》並無宋江平定方臘的記載，《宋会要辑稿》有关平定方腊的记载中，也没有提到宋江。1939年在陕西省府谷县出土的《折可存墓志铭》中指出，折可存是在宣和四年三月平定方臘餘黨，再奉命“捕草寇宋江” 。

## 水滸傳中的宋江
梁山泊一百零八星之主，渾號呼保义，又号及时雨，因膚色黝黑又稱黑三郎，重情重義且樂善好施，是譽滿天下的英雄好漢，大名傳遍社會底層，甚至亮出名號就能讓草莽禮敬跪拜。有一弟宋清。

### 殺人亡命

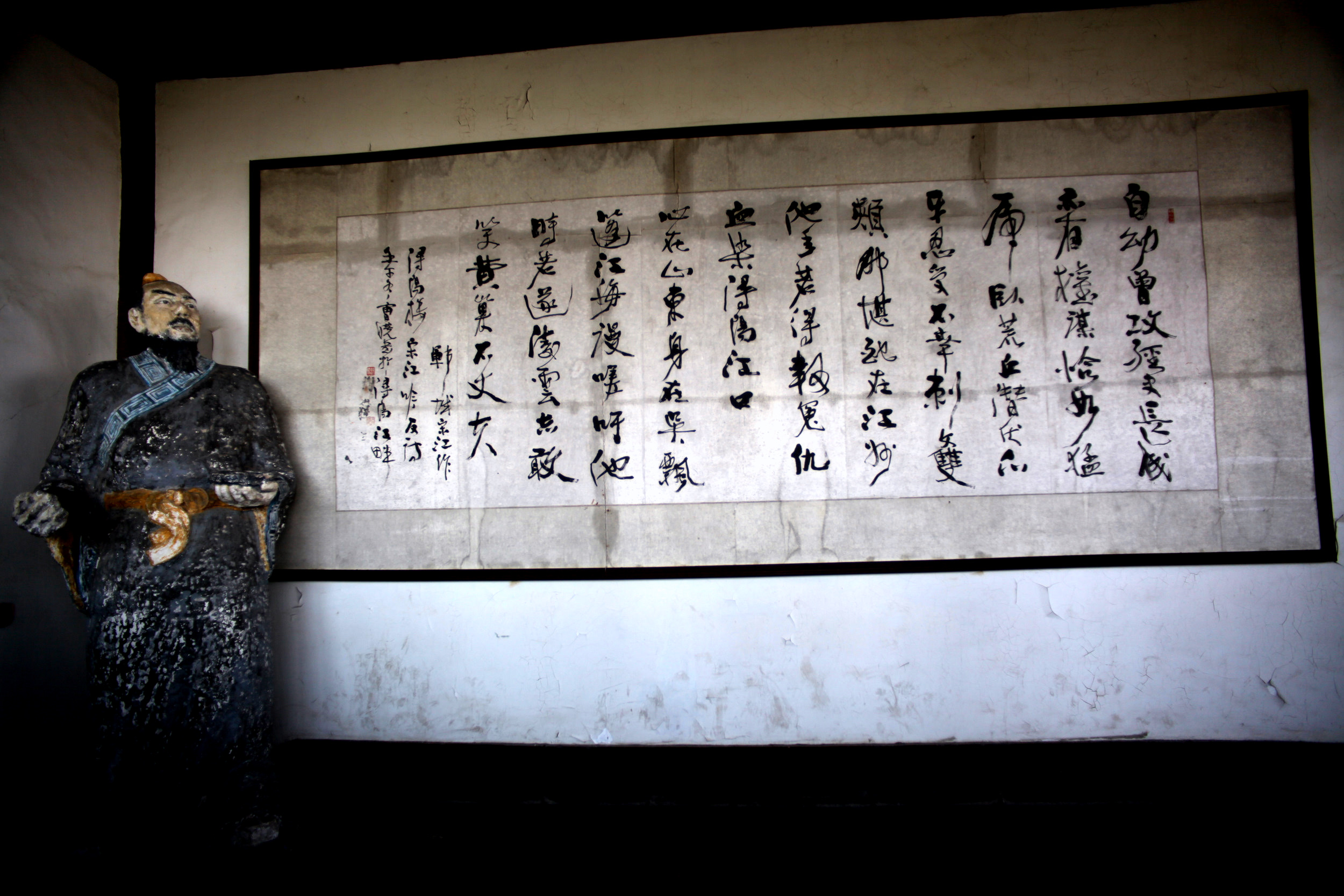
九江浔阳楼宋江反诗

宋江出身自田產不少的富戶，飽讀詩書且學過一些槍棒功夫，一出場已是鄆城縣押司，與當地多數官員及地痞友好，與東溪村保正晁蓋更是自幼便相識的好友。
晁盖聚眾劫生辰纲事发後，宋江把官府已知情的消息告知晁盖讓他早一步逃走免受追捕。晁盖等人上梁山后，遣刘唐送来书信及五十两黄金酬谢宋江，宋江本不願受禮，在劉唐堅持下宋江拿了五兩意思一下。不料這書信被宋江之妾閻婆惜發現，閻婆惜乘機用這書信來威脅宋江交出五十兩黃金，只收受五兩的宋江給不出足數，閻婆惜以為宋江藏私而揚言報官之際，溫和的宋江被逼到發狂捅死了閻婆惜。
閻婆得知女兒死訊後至縣衙報官，由於殺人一事已經傳開無法吃案，鄆城縣令時文彬只能依法命人逮捕宋江，奉命追捕的鄆城縣都頭朱仝與雷橫故意放走宋江，時文彬順水推舟將放走疑犯宋江的罪攬在地痞唐牛兒身上，將他屈打成招刺配五百里並對宋江發布通緝令，乃因發布通緝後鄆城當地官府不必主動派人追捕宋江，既方便宋江逃跑對外界也有交代，宋江簡單收拾細軟後開啟跑路生涯。
逃亡途中前往柴進處並結識武松與孔明孔亮，收二孔為徒生活了一段時日，告別二孔與武松後欲投清風寨任職的花榮，途中被清風山賊燕順等人捉上山，臨死之際報出自己名號而受燕順等人仰慕互相結識，抵達清風寨後卻因此被正知寨劉高以通賊罪名逮捕，釀成眾好漢大鬧青州的戲碼。事後秦明花榮與清風山好漢群接受宋江建議上了梁山落草，但宋江自己仍不想落草為寇而離開，途中接獲石勇帶來父親病危的通知而返家，原本只是宋父思念久出未歸的宋江而編織謊言騙宋江回家見面，誰知歸途恰巧被官府逮捕，遭刺字發配江州。
發配途中宋江為梁山人馬所救，但宋江以死明志不願就此成寇繼續前往江州服刑，此期間與李逵、戴宗及揭揚鎮等一眾好漢結識。後來宋江在潯陽樓醉題反詩與戴宗同判死罪，梁山好漢收到風聲便劫法場搭救，已無退路的宋江自此上了梁山坐第二把交椅，雖然地位僅次於晁蓋，實際上聲望遠高過晁蓋。

### 梁山之主
在攻打曾头市时，晁盖脸中史文恭的毒箭而亡，晁蓋遺言：「哪個捉得射死我的，便叫他作梁山泊主」。後來宋江與盧俊義兩人分別帶兵齊攻曾頭市，並約定依晁蓋遺言選主。最終由宋江攻下曾头市，但由盧俊義捉得史文恭。
宋江原本依約推崇盧俊義為主，但是梁山眾兄弟只服宋江以及盧俊義本人推辭下，兩人再約以同樣的兵數分別攻打東平府、東昌府，並以破城先後決定寨主，宋江計捉敵將董平後順利攻下東平府，盧俊義不敵張清的飛石攻勢在東昌府陷入苦戰，隨後宋盧兩軍聯手也沒能攻下，最後在梁山水陸並進才攻克東昌府。
宋江本欲再推盧俊義為首，但是除了盧俊義堅持不受以外，盧俊義在梁山兄弟心中的地位遠不如宋江，無人願服盧俊義為首領，最後以宋江為首、盧俊義為副的順位領導梁山泊。

### 接受招安
上梁山實為不得已，讀書人出身、文人思想濃厚的宋江一直希望能光宗耀祖而非落草為寇，因此滿心期待朝廷派人招安，後來將接受招安的事情告知梁山眾人後，還掀起了不小的反對與波瀾，幸得吳用等幹部的安撫與勸說才讓眾人再度齊心。受招安后的宋江把忠義堂上的“替天行道”大旗改為“順天護國”，充分展現出宋江報國顯祖的一面。

### 天魁歸位
朝廷下令宋江率梁山泊軍先後討伐辽国、田虎、王慶及方腊，和方臘戰鬥時宋江和所有108條好漢自戰爭開始就有梁山好漢身亡，原本的108位好漢死傷得剩下27位。班師回朝後，宋江被高俅等奸人設計赐飲毒酒不幸中計，他因擔心死後李逵造反，使梁山名聲敗壞，以及牵扯剩余好汉与其家眷。故意準備毒酒请李逵來喝下並導致其死亡。宋江死後花榮與吳用在宋江墓前自縊殉死。其後皇帝因宋江等已身故的梁山好漢託夢得知他們冤死後，封宋江為忠烈義濟靈應侯，並在梁山泊蓋廟建祠。

## 評價
毛澤東認為宋江是右傾投降主義的代表。文革時宋江被視為破壞農民起義的「投降派」而受到批判。

## 影视形象

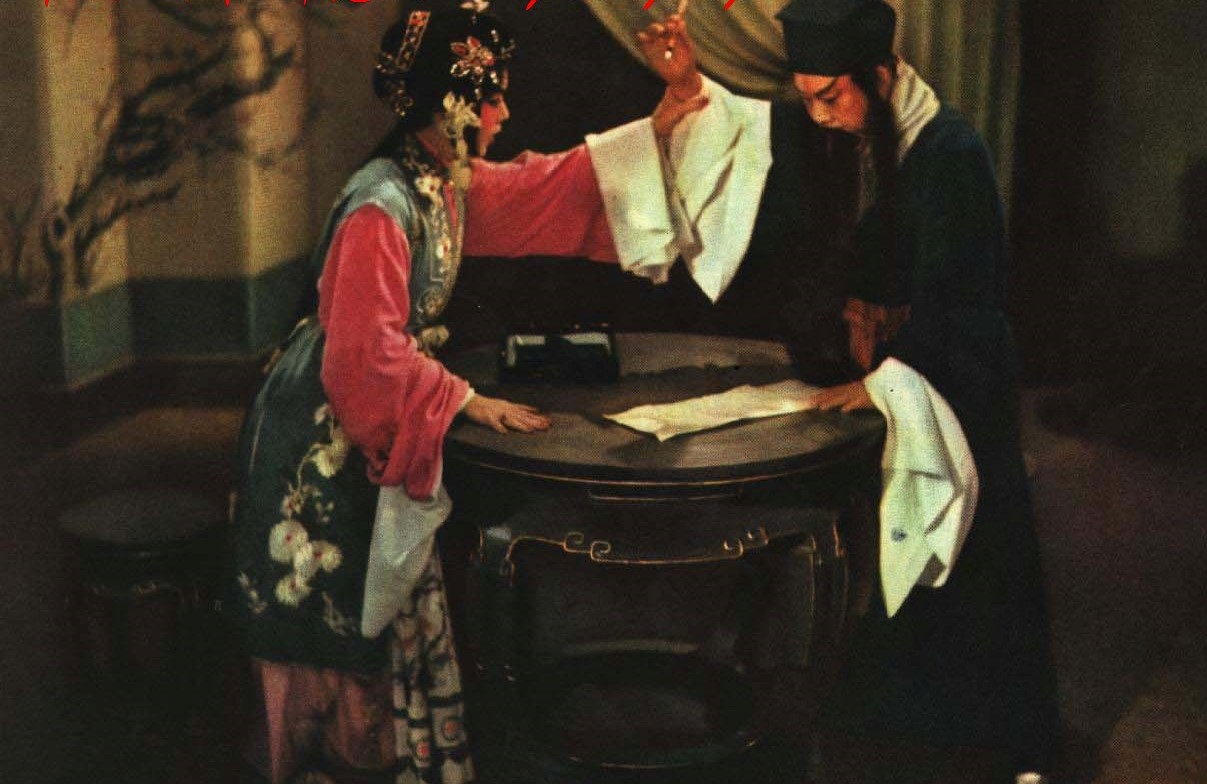
1962年《乌龙院》中周信芳扮演宋江

### 电影
- 1950年香港电影《宋江怒杀阎婆惜》：马师曾
- 1961年京剧电影《周信芳的舞台艺术》“下书杀惜”部分：周信芳
- 1962年香港邵氏《阎惜姣》：严俊
- 1972年香港邵氏《水滸傳》：谷峰
- 1984年香港电影《浪子燕青》：穆怀虎
- 1993年香港电影《水浒笑传》：黄百鸣
- 2004年电影《母夜叉与花魁女》：午马
- 2012年电影《霹雳火秦明》：关军

### 电视剧
- 1973年日本NTV版《水浒传》：大林丈史
- 1975年香港TVB版《宋江怒杀阎婆惜》：江毅
- 1976年香港TVB版《逼上梁山》：江毅
- 1983年山东版《水浒》：鲍国安、杨玉清
- 1992年香港TVB版《水浒英雄传》：曾伟权
- 1998年央视版《水浒传》：李雪健
- 2011年版《水浒传》：张涵予
- 2013年版《武松》：杨洪武
- 2025年日本WOWOW版《北方谦三“水浒传”》：织田裕二